# Tammy Sutton-Brown
Tammy Sutton-Brown est une joueuse canadienne de basket-ball, née le 27 janvier 1978 à Markham (Ontario, Canada).

## Biographie

### Carrière universitaire
Elle est membre, en senior, de la première équipe des Scarlet à atteindre le Final Four NCAA. Avec 57,4 % de réussite aux tirs, elle est troisième dans cet exercice et la quatrième meilleure contreuse historique de Rutgers avec 148 réalisations en 130 rencontres. Elle compile aussi 1 246 points et 685 rebonds. En 1996-1997, elle est déjà meilleure contreuse de son équipe bien que freshman. En sophomore, son pourcentage aux tirs se monte à 67,3 %, seconde meilleure performance de la Big East Conference et elle est nommée deux fois meilleure joueuse de la semaine de la Big East. Elle est choisie au sein du troisième meilleure cinq de Big East, honneur qui lui est renouvelé dans son année senior. En junior, elle est troisième meilleure scoreuse de Rutgers (9,2 points) et meilleure rebondeuse (5,1). En senior, elle est meilleure scoreuse de Rutgers (12,0 points) et meilleure contreuse.

### Carrière professionnelle en WNBA
Elle commence sa carrière professionnelle en 2001, choisie en 18e position par les Sting de Charlotte lors de la Draft WNBA 2001. Elle est la seconde canadienne de WNBA après Kelly Boucher, elle aussi à Charlotte. En tant que rookie, elle commence 21 des 29 rencontres auxquelles elle participe, avec notamment 20 points et 10 rebonds pour sa seconde sortie. Elle est 10e meilleure contreuse de la saison. Les Sting atteignent les Finales WNBA. En 2002, elle établit son nouveau record de points (22), finit la saison avec la quatrième meilleure adresse de WNBA (53,1 %) et elle est la première joueuse canadienne à participer au WNBA All-Star Game. En 2003, ses statistiques sont de 8,4 points, 5,9 rebonds en 25 minutes par rencontre. En 2004, avec 9,6 points, 6,2 rebonds et 2,09 contres, elle est la seconde meilleure contreuse de la ligue (avec notamment six face à Indiana le 28 juillet)et la 12e rebondeuse. Elle inscrit son millième point face à Indiana le 26 juin. En 2005, elle totalise 9,4 points à 50,9 %, 5,3 rebonds et 1,09 contre. Elle réalise son 200e contre face à San Antonio le 2 juin, devenant la 10e joueuse de WNBA à passer ce cap. En 2006, elle compile 11,2 points à 48,8 %, est la meilleure rebondeuse de sa formation avec 5,9 et réalise 1,83 contre par match. Elle capte son millième rebond contre Sacramento le 1er juillet. Les Sting cessant leur activité, Tammy Sutton-Brown signe comme agent libre la franchise de l'Indiana le 22 mars 2007.
En 2007, elle inscrit 12,0 points, 5,4 rebonds et 1,4 contre en débutant 33 des 34 rencontres qu'elle dispute et est sélectionnée pour le WNBA All-Star Game. Avec 56,4 %, elle a la meilleure réussite aux tirs de la ligue. La saison suivante, elle confirme avec 11,8 points (dont un record personnel à 26 points contre Phoenix le 14 septembre), 6,3 rebonds (dont un record personnel de 15 face à New York en triple prolongation) et 1,7 contre. En 2009, elle débute lors de 25 sur 27 pour 9,9 points, 5,9 rebonds et 1,5 contre. Elle est élue meilleure joueuse de la Conference lors de la première semaine de juillet avec alors 18,0 points, 11,5 rebonds et 3,0 contres. Elle participe aux Finales WNBA, remportées lors de la cinquième manche par les Phoenix Mercury. Elle devient la cinquième joueuse à compiler plus de 3 000 points, 1 500 rebonds et 400 contres partageant cet honneur avec Margo Dydek, Lisa Leslie, Lauren Jackson et Katie Smith. Elle dispute les 34 rencontres de la saison 2010 totalisant 8,1 points, 5,1 rebonds et 1,6 contre. Avant la saison 2011, elle est la cinquième meilleure contreuse de la WNBA avec 487 contres.

### Carrière professionnelle en Asie et en Europe
Hors WNBA, elle joue deux saisons en Corée du Sud avec les Kumho Life Falcons (2001-2002 et 2003-2004). En 2002-2003, elle joue en Russie pour VBM-SGAU Samara. Après une seule rencontre d'Eurocoupe avec Prague, elle retrouve Samara pour la saison 2004-2005 (7,1 points, 4,1 rebonds et 1,5 contre en moyenne en Superligue russe et 1,6 point, 2,4 rebonds, 2,4 interceptions et 1,0 contre en moyenne en Euroligue). La saison suivante, elle rejoint Dynamo Moscou, où elle totalise 9,1 points, 6,0 rebonds et 1,3 contre en 33 rencontres de Superligue et 9,4 points, 7,4 rebonds et 1,9 contre en Euroligue. Depuis 2006-2007, elle joue en Turquie avec Fenerbahçe avec laquelle elle remporte quatre titres de championne de Turquie. En 2006-2007, elle réalise 11,9 points et 7,4 rebonds en 16 rencontres d'Euroligue, manquant de peu la qualification pour le Final Four. En 2007-2008, elle marque dans le championnat turc 14,8 points à 56,5 %, 8,3 rebonds et 1,4 contre en 18 matches. La saison suivante, elle inscrit 12,5 points accompagnés de 6,0 rebonds en championnat et 13,8 points à 55,9 % additionnés de 6,0 rebonds et 1,1 contre en Euroligue.

## Clubs

### WNBA
- Charlotte Sting (2001-2006)
- Indiana Fever (depuis 2007)

Elle compte deux sélections au WNBA All-Star Game lors des éditions 2002 et 2007

## Europe
- 2001-2002 : Kumho Life Falcons (WKBL)
- 2002-2003 : VBM-SGAU Samara
- 2003-2004 : Kumho Life Falcons (WKBL)
- 2004-2005 : USK Prague
- 2004-2005 : VBM-SGAU Samara
- 2005-2006 : Dynamo Moscou
- Depuis 2006-2007 : Fenerbahçe

## Sélection nationale
Tammy Sutton-Brown joue pour le Canada. Elle a notamment participé aux Jeux olympiques de Sydney en 2000, avec lequel elle se classe 10e seulement (sur 12 nations participantes).